# アメリカ合衆国造幣局警察

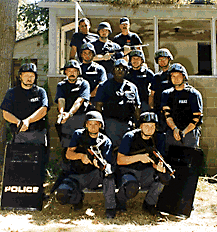
特殊部隊

アメリカ合衆国造幣局警察（アメリカがっしゅうこく ぞうへいきょくけいさつ、英語: United States Mint Police, USMP）は、アメリカ合衆国の警察機関の一つ。財務省および造幣局の警備を担当する。1792年設立であり、最古の連邦法執行機関の一つでもある。全国に展開可能な特殊対応チーム（Special Response Teams）も保有している。

## 概説
造幣局警察は、ワシントンD.C.、フィラデルフィア、デンヴァー、サンフランシスコ、フォート・ノックス、ウェスト・ポイントの造幣局施設に保管されている、3,000億ドル以上の財務省と他政府機関の資産の防護、及び、2,800人以上の造幣局職員の護衛を任務とする。加えて、合衆国憲法、ゲティスバーグ演説の守衛任務も帯びている。第二次大戦以降は聖イシュトヴァーンの王冠の守衛も担っていたが、王冠は1978年1月6日、当時の大統領ジミー・カーターの命令によってハンガリーに返還された。現在は地元警察との共同訓練や、自転車を使ったパトロールも行っている。
近年、造幣局とは関係のない行事の警備にも携わっている。例えば、二度の大統領就任式、ケンタッキーダービー、2002年のソルトレーク・シティ冬季五輪、国際通貨基金・世界銀行の会合 などがあげられる。2005年8月のハリケーン・カトリーナ襲来時はアトランタ連邦準備銀行ニューオーリンズ支店を警備した他、警察や州兵と共に救援活動に参加した。

## 殉職者
現在の殉職者数は1名である。
| 氏名                                                      | 日付          | 原因           |
| --------------------------------------------------------- | ------------- | -------------- |
| テッド・マーヴィン・シノールト（Ted Marvin Shinault）巡査 | 2005年9月25日 | オートバイ事故 |